# Îles Thêta
Les îles Thêta (en anglais : Theta Islands, en espagnol : Islotes Theta) sont un ensemble de petites îles inhabitées de l'archipel des îles Melchior de l'archipel Palmer en Antarctique. Ils sont situés à l'extrémité ouest de l'archipel, proche de l'île Kappa.
Ce groupe d'îlots fut grossièrement cartographié par le personnel de la Discovery Investigations (en) du navire britannique RRS Discovery en 1927 et nommé The Southern Maids.
Le nom de Thêta (la 8e lettre de l'alphabet grec) a été donné provisoirement par la marine argentine lors de leur campagne antarctique de 1946. Ce nom a été maintenu dans les toponymies antarctiques du Chili et du Royaume-Uni. Dans des publications chiliennes de 1947, ce groupe d'îlots apparaît sous le nom de Grupo de Las Revistas Chilienas.
Dans l'actuelle toponymie antarctique argentine, datant de 1956 le nom de Islotes Alzogaray est cité en hommage au marin argentin Álvaro José de Alzogaray (es) au service de Guillermo Brown.

## Revendications territoriales
L'Argentine intègre l'île dans la province de la Terre de Feu, de l'Antarctique et des îles de l'Atlantique sud. Le Chili l'intègre dans la commune de l'Antarctique chilien de la province de l'Antarctique chilien à la région de Magallanes et de l'Antarctique chilien. Quant au Royaume-Uni l'île est intégrée au territoire antarctique britannique.
Les trois revendications sont soumises aux dispositions et restrictions de souveraineté du traité sur l'Antarctique. Les îles sont donc nommées :
- Argentine : Islotes Alzogaray
- Chili : Isla Theta
- Royaume-Uni : Theta Islands